# آنتوان میبنک
آنتوان میبنک (انگلیسی: Anthuan Maybank؛ زادهٔ ۳۰ دسامبر ۱۹۶۹) دونده اهل ایالات متحده آمریکا بود.
وی در مسابقات کشوری و بین‌المللی در مجموع برندهٔ ۲ مدال طلا شده‌است.